# (2712) Keaton
(2712) Keaton (1937 YD) – planetoida z pasa głównego asteroid okrążająca Słońce w ciągu 3,18 lat w średniej odległości 2,16 j.a. Odkryta 29 grudnia 1937 roku.